# ناحیه القراره
ناحیه القراره (به عربی: دائرة القرارة) یک ناحیه در الجزایر است که در استان غردایه واقع شده است.